# بيرسي جاكسون والأولمبيون
بيرسي جاكسون والأولمبيون (بالإنجليزية: Percy Jackson & the Olympians)‏ أو سلسلة بيرسي جاكسون والأولمبيين وتعرف اختصارًا باسم بيرسي جاكسون (بالإنجليزية: Percy Jackson)‏ سلسلة روايات مغامرة خيالية تستند إلى الميثولوجيا الإغريقية من تأليف الروائي الأمريكي ريك ريوردان (الشهير باسم العم ريك من قِبل معجبيه وقراءه). السلسلة من خمسة روايات، هي: لص البرق، بحر من الوحوش، لعنة التيتان، معركة المتاهة، الأولمبي الأخير، وصدرت معها كتب مصاحبة، مثل: ملفات النصف إله، إضافة إلى صدور أربع روايات مصورة من السلسلة. بيع منها أكثر من 45 مليون نسخة في أكثر من 35 دولة.